# Lee Brockhurst
Lee Brockhurst – wieś w Anglii, w Shropshire, w dystrykcie (unitary authority) Shropshire. W 1961 roku civil parish liczyła 120 mieszkańców. Lee Brockhurst jest wspomniana w Domesday Book (1086) jako Lege.